# Mes Délices

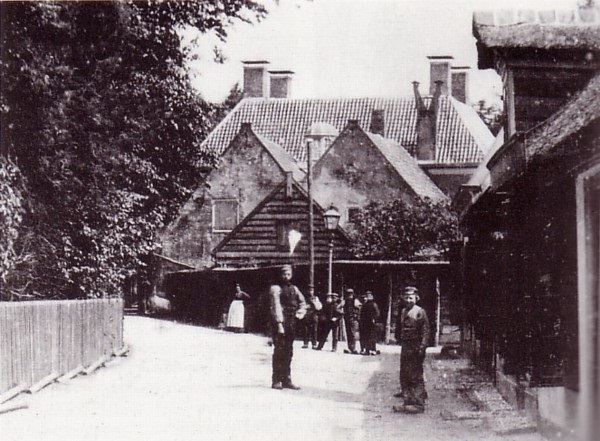
Mes Délices

Villa Mes Délices was het huis van de schout aan de Baarnse Brink en stond ongeveer op de plaats van het huidige oude deel van het gemeentehuis.

## Ambtswoning
Het huis werd gebouwd door de op 16 januari 1740 aangestelde schout Christiaan Wijardi Plesman. Plesman was predikant op Java geweest en vond het bestaande schoutenhuis dat door schout Eduard Lodewijk Pook van Baggen was ingericht te klein. Plesman liet een oude boerderij achter de Pauluskerk afbreken om er het grote herenhuis met de naam Mes Délices (mijn genoegen) te laten bouwen.
Dit huis kreeg zes vertrekken, waarvan drie kamers waren behangen met wandkleden en leerbehang. Boven de drie grote kamers en twee kleine kamers op de verdieping was een zolder over het hele gebouw. Het gebouw had meerdere kelders en een kookkeuken. Bij het gebouw hoorden een stalling, een koetshuis, een paardenstalling en een tuin met vruchtbomen.

## Buitenplaats
In 1743 kocht Plesman het oude schoutenhuis aan de noordzijde van de Brink. Het gerecht verhuisde vervolgens van herberg Het Statenwapen (1732-1743) naar dit oude schoutenhuis. De volgende schout en gadermeester der hoge heerlijkheid van Baarn en Ter Eem, mr. Van Rijck breidde het grondgebied bij Mes Délices uit. Zo kocht hij in 1755 een huisje achter de kerk en het vroegere Schoutenhuis aan de Brink met een gedeelte van de kerkhofruimte, een huisje achter de kerk en liet de tuinmanswoning ‘’Nimmerdor’’ bouwen.  Met het overlijden van schout Van Rijck verliest het pand de functie schoutenhuis. Door A.M. Temminck werden in 1777 nog 180 roeden bouwland aan de bezittingen toegevoegd. In 1794 werden aangrenzende percelen van Reinhard Scheerenberg gekocht. Deze lagen op de plek van het tegenwoordige Oranjepark.
In  1889 werd het huis eigendom van Amsterdammer E. Stoop die het huis liet moderniseren. Toen zijn weduwe het huis in 1906 verkocht aan de gemeente Baarn, gebeurde dat met de bepaling dat op plek van de koepel op de viersprong Leestraat, Oranjestraat en Koningsweg een kleine villa voor haarzelf zou verrijzen. Deze villa kreeg in 1908 de naam Quatre Bras (viersprong). Deze villa zou in 1970 met aanliggende gronden door de gemeente Baarn worden aangekocht. In 1906 werd villa "Mes Delices" afgebroken, waarbij een steen werd ontdekt waarin het bouwjaar 1742 was gebakken.
Na meerdere bewoners die het terrein bij Mes Délices verder vergrootten kwam het buitenhuis van 1809 tot 1899 in bezit van de familie Six.

## Bewoners
- 1742 - Christiaan Wijardi Plesman
- 1752 - mr. Huybert van Rijck, raadsfiscaal over Noord- en Zuidkust van Afrika en zijn vrouw Anna Christina Smith
- weduwe Anna Christina Smith en Pieter Ader.
- 1766 - mr. A.M. Temminck, commissaris van de stad Amsterdam
- ± 1782 - Ocker van Schuylenburg, secretaris van Haarlem
- 1784 - echtpaar Jorinus Martinus Vos-Bongardt, kanunnik van het kapittel van Oud-Munster in Utrecht
- 1802 - Gysbert Hermannus Mulder, bewoner van Drakenburg
- 1809 - mw. Jacoba Hulft, douarière mr. Nicolaas Six (1763-1807)
- 1843 - jkvr. Johanna Jacoba Six
- 1866 - Johanna Philippina van Herzeele-Six, zuster van voorafgaande
- 1899 - E. Stoop te Amsterdam
- 1906 - gemeente Baarn